# Cordulegaster diadema
Cordulegaster diadema är en trollsländeart. Cordulegaster diadema ingår i släktet Cordulegaster och familjen kungstrollsländor. IUCN kategoriserar arten globalt som livskraftig.

## Underarter
Arten delas in i följande underarter:
- C. d. diadema
- C. d. godmani